# Андрей Петкович
Андрей Димитриевич Петкович е български възрожденец, роден в заможно семейство във Велешко. Брат на Димитър Петкович и Константин Петкович.

## Биография
Андрей Петкович е роден на 12 декември 1837 година в Башино село, тогава в Османската империя, негови братя са Димитър и Константин Петкович. Учителства във Велес в края на 40-те години на XIX век. От 1854 до 1860 година учи в Ришельовския лицей в Одеса. Завършва с докторска научна степен Юридическия факултет на Санктпетербургския университет през 1864 година.
Постъпва на служба в руското Министерство на външните работи. Като секретар на руското консулство в Яш поддържа преписка с основателите на Българското книжовно дружество в Браила. Титулярен руски консул в различни държави.
Публикува статии, преводи на басни и стихотворения в „Цариградски вестник" (1859-1860), сред които и песента „Глас от далечна земя“.
Умира в Русия.

## Памет
На Андрей и Константин Петкович е наречена улица в квартал „Симеоново“ в София (Карта).